# 查普曼峰 (南非)
查普曼峰（Chapman's Peak）是南非開普半島西侧的一座山，位于南非开普敦的霍特湾和诺德霍克之间。查普曼峰名稱來自於约翰·查普曼（John Chapman），他是一艘英国船隻的领航员，1607年，船長的船隻在霍特湾停泊，並派领航员上岸去尋找补给品。